# Adna R. Chaffee Jr.

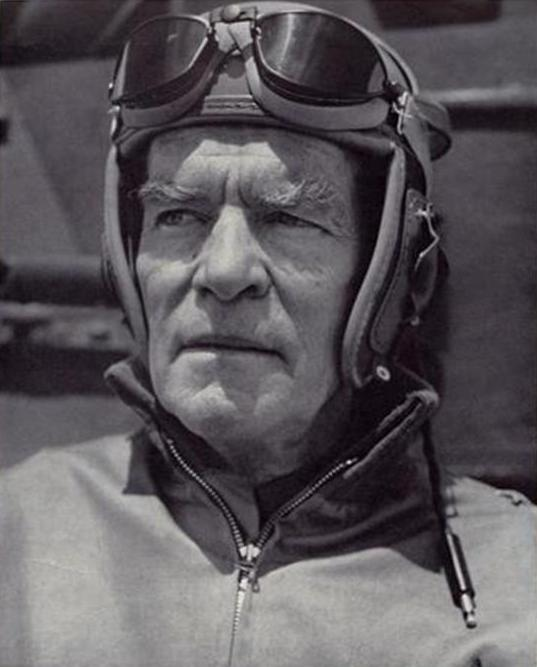
Adna R. Chaffee Jr.

Adna Romanza Chaffee Jr. (23 de setembro de 1884 - 22 de agosto de 1941) foi um oficial do Exército dos Estados Unidos, chamado de "Pai da Força Blindada" por seu papel no desenvolvimento das forças de tanques do Exército dos EUA.

## Início da vida e educação
Chaffee nasceu em Junction City, Kansas, em 23 de setembro de 1884, filho de seu pai, tenente-general Adna R. Chaffee, e mãe, Annie Francis Rockwell. Ele foi comissionado como Tenente de Cavalaria em 1906, após sua graduação na Academia Militar dos Estados Unidos. Ele foi 31º de 78 alunos em sua classe. Chaffee aprendeu a andar a cavalo desde tenra idade, e mais tarde receberia o reconhecimento como "o melhor cavaleiro do Exército".
Após a morte de seu pai em 1914, ele se tornou um Companheiro Hereditário de Primeira Classe da Ordem Militar da Leal Legião dos Estados Unidos.

## Carreira
De 1914 a 1915, Chaffee foi destacado para a 7ª Cavalaria nas Filipinas, e de 1916 a 1917 o Capitão Chaffee foi designado para West Point como Instrutor Sênior de Cavalaria no Departamento Tático. Quando os Estados Unidos entraram na Primeira Guerra Mundial em abril de 1917, Chaffee foi temporariamente promovido a Major e designado como ajudante da 81ª Divisão, organizada em Camp Jackson, Carolina do Sul. Durante a guerra, o major Chaffee serviu como oficial assistente de operações do G3 no IV Corpo dos EUA e depois retornou à 81ª Divisão como G3 durante o St. Mihiel e Meuse-Argonneofensivas. Promovido ao posto temporário de Coronel, ele se tornou o G3, III Corpo no final da guerra, e permaneceu no corpo para serviço de ocupação em 1919.
Após a guerra, ele retornou ao posto de Capitão de Cavalaria do Exército Regular e tornou-se instrutor na Escola de Estado-Maior e na Escola de Linha do Exército em Fort Leavenworth. Durante a década de 1920, ele ajudou a desenvolver os conceitos de armadura e a doutrina do futuro. Ele previu em 1927 que os exércitos mecanizados dominariam a próxima guerra e auxiliou no primeiro programa para o desenvolvimento de uma força blindada do Exército dos EUA. O recém-promovido tenente-coronel Chaffee foi então designado como oficial executivo da embrionária 1ª Divisão de Cavalariaem 1931, ele continuou a desenvolver e experimentar forças blindadas, tornando-se assim o principal defensor americano da guerra mecanizada. Posteriormente, Chaffee foi destacado para o Departamento de Guerra, como Chefe do Poder Orçamentário e de Planejamento Legislativo de 1934 a 1938. Depois de retornar à 1ª Divisão de Cavalaria em Fort Knox em 1938, Chaffee foi promovido a Brigadeiro-General e recebeu o comando do Exército 7ª Brigada Mecanizada. O general Chaffee liderou a unidade nas manobras de Plattsburg e Louisiana de 1939-1940, onde foi fundamental no desenvolvimento da doutrina do Exército para o emprego de formações blindadas e mecanizadas.
Em junho de 1940, o Brigadeiro General Chaffee foi nomeado Comandante da Força Blindada e recebeu a responsabilidade de integrar todos os ramos do Exército na guerra mecanizada. Como tal, ele desempenhou um papel importante no desenvolvimento e colocação em campo de novas divisões de infantaria blindadas e mecanizadas para a Segunda Guerra Mundial. Chaffee foi promovido a major-general em outubro de 1940 e recebeu o comando do I Corpo Blindado. Infelizmente, ele foi acometido de câncer e morreu em 22 de agosto de 1941 em Boston, Massachusetts. General Chaffee ainda é considerado o pai do ramo Armor. Ele está enterrado ao lado de seu pai na Seção 3 do Cemitério Nacional de Arlington.